# 思想警察
思想警察（しそうけいさつ、英語: Thought Police、ニュースピークでは「シンクポル」）または思考警察とは、ジョージ・オーウェルが執筆した小説『1984年』の作中におけるオセアニアの秘密警察であり、思想的犯罪や「思想犯」を捜査し処罰する存在である。思想警察は心理学的手法と恒常的な監視（例としてテレスクリーン）を用いて、党とビッグブラザーの権力下にある現状に、たとえ思考だけでも抗うオセアニア市民を探し出し、監視し、逮捕する。
「思想警察」というジョージ・オーウェルの発想は、社会において優勢な考え方の批判において、彼の「不快な事実に向き合う力」から生まれ、これはしばしば彼を他の人々や「卑劣な小さな正統性」との論争に陥れた。

## 『1984年』において
オーウェルの小説において、政府（全面的に党内局によって支配されている）は、言動と行動だけでなく、「承認されていない考え方」に思考犯罪という言葉やニュースピークにおける「思考犯罪」という名を与え、その主題の考え方の操作を試みている。作中ではこのような違法行為によって、思想警察は2人の登場人物・ウィンストンとジュリアを逮捕する。
オーウェルの思想警察はまた、逮捕される前の不道徳な党員を誘惑するために、偽の抵抗運動を行っている。
思想警察のエージェントの一人であるオブライエンはこの偽旗作戦に加わっている。実際の抵抗運動が実際に存在するかどうかは明らかではないが、オペレーション・トラストと呼ばれる偽の抵抗団体を使用するという戦術は、実際にソビエト連邦国家政治局による反体制派の誘惑に使われている。
すべての党員は自分の家にテレスクリーンを持っており、思想警察は民衆の行動を観察し、正しくない意見や秘めたる反抗心を探す。党員の睡眠中の意識は慎重に分析される。思想警察は党がどのように搾取しているのかを理解しうる知的水準の高い人々を標的にし排除を行う。例えばニュースピークの開発者であるサイムは政党への献身にもかかわらず、ある日消される。
ウィンストンは彼の日記（党員に所持が許可されていないもの）に無意識に書いてしまった「ビッグブラザーを打倒しろ」という言葉で思想警察に反抗してしまう。彼は自分の考えを隠そうとするが、直ぐ逮捕されることを確信している。

作中のオセアニアの社会階層：一番上にビッグブラザー、一番中に野党、そして一番下に労働者。

思想警察は一般的にオセアニアの労働者階級（プロレ）にはほとんど干渉しないが、思想警察官の中には常に労働者階級と交流し、誤った噂を広げ、党に対して独立した思考や反乱を起こす可能性のある個人を浮かび上がらせて取り除き、全ての党員は思考警察の絶え間ない監督の下で生活している。
「犠牲者」が出て、党に逆らうために再び結集するのに使う記憶を持つ可能性を取り除くために、思想警察は愛情省や最終的には101号室という拷問部屋にて会話や堕落を通して政治犯の意志を徐々に崩壊させる。これらの手法は、最終的に囚人が本当に党のイデオロギーを受け入れ、単に罪を認めるだけでなくビッグブラザーを愛するようになるように設計、意図されている。その後、囚人はしばらく社会に返されるが、すぐに再逮捕され新たな犯罪に服し、処刑される。囚人を知る他の党員はすべて忘れなければならず、「犯罪中止」として知られる習慣を避ける思考犯罪によって記憶しておくことを禁じられている。処刑された囚人のすべての記録は真実省によって破壊され、偽の記録に置き換えられ、その遺体は火葬によって処分される。

## その他
『1984年』は1949年に出版されたが、これより前の20世紀前半には、ソビエト連邦の内務人民委員部附属国家政治局(GPU)やドイツのゲシュタポ、日本の特別高等警察などが思想警察として知られていた。
宍粟市にある兵庫県警宍粟署の壁面には「しそうけいさつ」と平仮名で書かれていたが、2022年の建物改修で漢字表記に変更された。